# سفارة ماليزيا لدى البحرين
سفارة ماليزيا لدى البحرين هي البعثة الدبلوماسية لدولة ماليزيا لدى مملكة البحرين، وتقع بالعاصمة المنامة.